# سكوت ميلر (مغن مؤلف)
سكوت ميلر (بالإنجليزية: Scott Miller)‏ هو مغن مؤلف أمريكي، ولد في 20 مايو 1968 في Swoope, Virginia ‏ في الولايات المتحدة.

## وصلات خارجية
- سكوت ميلر على موقع ميوزك برينز (الإنجليزية)
- سكوت ميلر على موقع أول ميوزيك (الإنجليزية)
- سكوت ميلر على موقع ديسكوغز (الإنجليزية)